# Redevida
Redevida es una cadena de televisión católica brasileña con sede en São José do Rio Preto, São Paulo, que cubre el 90% del territorio brasileño a través de redes afiliadas y satélite. Es el primer canal católico del país.

## Historia
Fue fundado el 1 de mayo de 1995. El canal es uno de los 16 canales comerciales que se requiere para el transporte en todos los proveedores de satélite. La programación, además de programas religiosos, contiene noticias, deportes, variedades, entretenimiento, recetas y entrevistas. Los programas abordan temas como derecho, salud, economía, agricultura y sustentabilidad.
En 2010 se convirtió en miembro de Signis Brasil, una asociación católica de Brasil que agrupa todos los medios de comunicación católicos de ese país. Actualmente es el mayor canal de televisión católico de Brasil con cobertura de antenas VHF y UHF terrestre, cable y parabólicas.